# Patrulha São Jorge
A Patrulha São Jorge foi uma formação acrobática da Força Aérea Portuguesa organizada a 11 de Junho de 1958, comandanda pelo Major Correia do Amaral e era composta pelos pilotos: Marques de Figueiredo, Cardoso Perestrelo e Gomes Covas.
Ganhou bastante projecção por ter vencido, nesse mesmo ano, em Sevilha o prémio "Taça Ayuntamiento de Sevilha".

A patrulha acrobática utilizava os aviões F-84G Thunderjet.